# Tre parole
Tre parole è il singolo d'esordio e il maggior successo della cantautrice Valeria Rossi, in seguito inserito nel suo primo album Ricordatevi dei fiori.
Il brano fu un vero e proprio tormentone estivo del 2001, grazie alla sua melodia facilmente orecchiabile, il suo testo vagamente non-sense e il ritornello che volutamente si rifaceva ai più classici canoni della musica italiana (il connubio cuore-amore). La canzone era stata proposta per la partecipazione a "Sanremo giovani" del 2001, ma la candidatura fu respinta. È stato frequentemente trasmesso in radio, raggiungendo la posizione numero 1 dell'airplay.

## Descrizione
Fra i riconoscimenti che Valeria Rossi ha avuto per Tre parole, oltre a due dischi di platino, vanno ricordati il premio come rivelazione dell'anno e la seconda posizione fra i singoli più venduti dell'anno. Il singolo ha venduto oltre 100 000 copie.
La versione originale della canzone, che avrebbe dovuto intitolarsi Sono il guaritore, pur mantenendo la stessa melodia aveva un testo completamente diverso da quello con cui poi ha avuto la notorietà, meno solare e spensierato.
Nel 2002 è stata fatta anche una versione spagnola chiamata Tres Palabras e può essere trovata sul canale ufficiale di YouTube della cantante.

## Video musicale
Il video prodotto per Tre parole, vede Valeria Rossi esibirsi in quello che apparentemente è una "prova" del video, con tanto di operatori e truccatrici che entrano continuamente in scena, mentre un tecnico vernicia lo scenario. Nel video entra spesso in scena un uomo vestito da ape (Edoardo Gabbriellini) che è spesso appeso a dei cavi per simulare il suo volo. Il video è diretto da Dario Cioni e fotografato da Chico De Luigi.

## Tracce
1. Tre parole (testo: Valeria Rossi, Francesco Cabras – musica: Valeria Rossi, Lilliana Richter) - 3:44
2. Ossigeno (testo: Valeria Rossi, Alessandro Urbani – musica: Angelo di Martino, Roberto Polito, Valeria Rossi, Giuseppe "Pino" Santamaria, Claudio Trippa, Maurizio Vassallo) - 4:23
3. Tre parole (Strumentale) - 3:44
4. Traccia interattiva

## Formazione
- Valeria Rossi – voce
- Liliana Richter – tastiere, chitarra acustica, chitarra elettrica
- Giulio Albamonte – programmazione
- Carlos Sarmiento – organo
- Andrea Rosatelli – basso elettrico, contrabbasso
- Mario Corvini – trombone
- Eric Daniel – flauto

## Classifiche
| Classifiche di fine anno (2001) | Posizione         |
| ------------------------------- | ----------------- |
| Italia                          | 2                 |
| Classifiche (2001)              | Posizione massima |
| Belgio (Fiandre)                | 52                |
| Belgio (Vallonia)               | 66                |
| Italia                          | 1                 |
| Spagna                          | 5                 |
| Svizzera                        | 34                |